# Johan IV van Anhalt
Johan IV van Anhalt (Dessau, 4 september 1504 - Zerbst, 4 februari 1551) was van 1516 tot 1544 vorst van Anhalt-Dessau en van 1544 tot aan zijn dood vorst van Anhalt-Zerbst. Hij behoorde tot het huis Ascaniërs

## Levensloop
Johan IV was de tweede zoon van vorst Ernst van Anhalt-Dessau en diens echtgenote Margaretha van Münsterberg, dochter van hertog Hendrik van Münsterberg. Na de dood van zijn vader in 1516 werd hij samen met zijn jongere broers George III en Joachim vorst van Anhalt-Dessau. Zolang de broers minderjarig waren, werden ze onder het regentschap van hun moeder geplaatst. Na een zorgvuldige opleiding verbleef Johan tot aan zijn volwassenheid aan het hof van zijn voogd, keurvorst Joachim I Nestor van Brandenburg.
Wegens zijn kennis en evenwichtige karakter werd hij door verschillende vorsten bij conflicten als bemiddellaar ingezet. Zo onderhandelde hij in opdracht keizer Karel V met Maarten Luther en in opdracht van koning Christiaan II van Denemarken met Brandenburg. Johan, die oorspronkelijk een fervent katholiek, bekeerde zich beïnvloed door zijn broer George III tot het lutheranisme en in 1535 voerde hij de Reformatie door in zijn gebieden. Tijdens de gezamenlijke regering met zijn broers was het vooral Johan die de regeringszaken uitoefende.
In 1544 verdeelden Johan IV en zijn broers Anhalt-Dessau, waarbij hij het vorstendom Anhalt-Zerbst kreeg. Hetzelfde jaar kreeg hij een beroerte, waar hij nooit volledig van herstelde. Hij stierf in februari 1551 op 46-jarige leeftijd.

## Huwelijk en nakomelingen
Op 15 februari 1534 huwde hij met Margaretha (1511-1577), dochter van keurvorst Joachim I Nestor van Brandenburg. Ze kregen zes kinderen:
- Karel (1534-1561), vorst van Anhalt-Zerbst
- Joachim Ernst (1536-1586), vorst van Anhalt
- Maria (1538-1563), huwde in 1559 met vorst Albrecht X van Barby-Mühlingen
- Bernhard VII (1540-1570), vorst van Anhalt-Dessau
- Margaretha (1541-1547)
- Elisabeth (1545-1574), huwde in 1570 met graaf Wolfgang II van Barby